# Újpesti Torna Egylet (water-polo)
Pour le club omnisports, voir Újpesti Torna Egylet.
Le club omnisports Újpesti Torna Egylet comprend une section water-polo, vainqueur à quatre reprises d'une coupe européenne dans les années 1990.

## Historique
La section de water-polo de l'Újpesti TE apparaît avec celle de natation sportive en 1911. Il remporte tous les championnats de Hongrie et presque toutes les coupes des années 1930.
Régulièrement champion dans les années 1950 et 1960, ce sont ses titres et coupes de la première moitié des années 1990 qui lui permettent de remporter une coupe d'Europe des clubs champions en 1994 et trois trophées de la Ligue européenne de natation.

## Palmarès masculin

### Europe
- 1 supercoupe : 1994.
- 1 coupe des clubs champions : 1994.
- 3 trophées LEN : 1993, 1997 et 1999.

### National
- 26 titres de champion : 1930, 1931, 1932, 1933, 1934, 1935, 1936, 1937, 1938, 1939, 1941, 1942, 1945, 1946, 1948, 1950, 1951, 1952, 1955, 1960, 1967, 1986, 1991, 1993, 1994 et 1995.
- 19 coupes : 1929, 1931, 1932, 1933, 1934, 1935, 1936, 1938, 1939, 1944, 1948, 1951, 1952, 1955, 1960, 1963, 1975, 1991 et 1993.